# Memento Mori (Marduk)
Memento Mori è il quindicesimo album in studio del gruppo musicale svedese Marduk, pubblicato il 1º settembre 2023 dalla Century Media Records.

## Tracce
1. Memento Mori – 3:30
2. Heart of the Funeral – 2:23
3. Blood of the Funeral – 5:05
4. Shovel Beats Sceptre – 5:02
5. Charlatan – 4:12
6. Coffin Carol – 4:02
7. Marching Bones – 4:03
8. Year of the Maggot – 4:14
9. Red Tree of Blood – 3:50
10. As We Are – 5:36

## Formazione
- Mortuus – voce, basso
- Morgan Steinmeyer Håkansson – chitarra
- Simon Schilling – batteria